# Srebrna Góra (Bielany)
Srebrna Góra (317 m n.p.m.) – czwarte pod względem wysokości a trzecie pod względem wybitności wzgórze na terenie zrębu Pasma Sowińca na terenie Lasu Wolskiego w Krakowie, w jego południowo-zachodniej krańcu. Znajduje się w końcowej części grzbietu odchodzącego ku południowi od Ostrej Góry, oddzielone od niego szeroką Bielańską Przełęczą z Polaną pod Dębiną zwaną też Polaną Bielańską (wys. ok. 285 m). Od wschodu opada do głęboko wciętego wąwozu Łupany Dół, a ku południu do doliny Wisły. Na stromych, południowych stokach znajduje się Rezerwat przyrody Bielańskie Skałki.
Na szczycie wzgórza znajduje się Klasztor Kamedułów i Kościół Wniebowzięcia Najświętszej Maryi Panny. Tuż obok klasztoru znajduje się Bateria FB-35 „Srebrna Góra” należąca do zespołu dzieł obronnych Twierdzy Kraków.
Na południowych i południowo-zachodnich stokach Srebrnej Góry, po obu stronach alei Wędrowników, u podnóża klasztoru kamedułów, znajduje się druga co do wielkości w Polsce winnica.
Na Srebrnej Gorze znajduje się Schronisko pod wsią Bielany oraz wykuta przez Austriaków Kawerna Bielany.